# Volet
Volet es una localidad de Santa Lucía que forma parte del distrito de Micoud.